# Palo de mascar

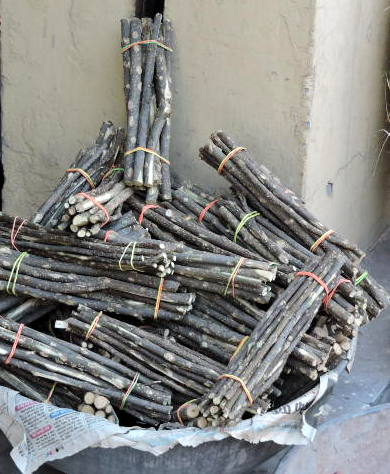
Manojo de palos de mascar en Kalka, India.

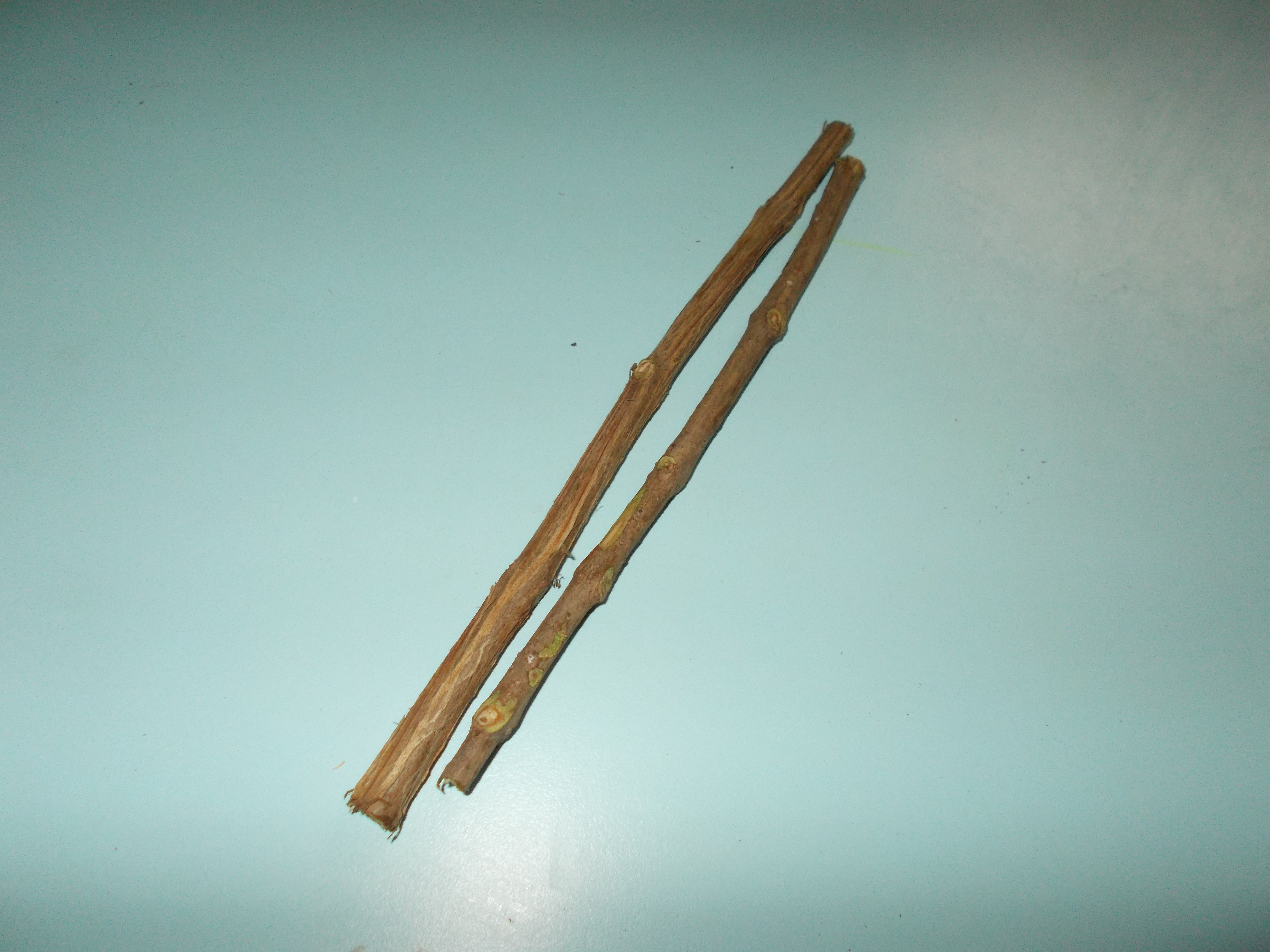
Ramita de limpieza de dientes

Un palo limpiadientes o palo de mascar es un palo o ramita cortada de algunas especies de árboles que en muchas culturas del mundo sirven para cuidar la higiene bucal. Antes de la expansión del cepillo y el dentífrico, fue una herramienta común y útil para lavar los dientes, ya que ayuda a prevenir la caries y la periodontitis. En la India son conocidos como datun en varias lenguas locales (दातून en hindi, ਦਾਤਣ en panyabí, etc.), y en los países árabes como miswak (مسواك) o siwak (سواك).

## Historia
Los palitos masticables son ramitas o raíces de ciertas plantas que se mastican hasta que un extremo se deshilachan. Este extremo se puede usar para cepillar los dientes, mientras que el otro extremo se puede usar como mondadientes. Los palos de mascar más antiguos encontrados provienen de Babilonia, 3500 a. C. y de una tumba egipcia en el 3000 a. C. Además, se mencionan en registros chinos que datan del 1600 a. C., en los Ayurvedas del siglo IV a. C., y en el Tripitaka, el canon budista escrito alrededor del siglo V a. C. en la India.
En África, los palos de mascar se cortan del árbol Salvadora persica, también conocido como el «árbol cepillo de dientes». En el islam, las ramas de este árbol son denominadas miswak, y se mencionan con frecuencia en los hadices, los escritos sobre las enseñanzas y la vida de Mahoma.
Entre los sijíes todavía se usa comúnmente el datun, tal como está escrito en las escrituras sij:

ਦਾਤਨ ਕਰੇ ਨਿਤ ਨੀਤ ਨਾ ਦੁਖ ਪਾਵੈ ਲਾਲ ਜੀ ॥ (੨੩)
«Estimada ramita natural, te cepillo todos los días y dolores nunca tendré»
dicho por Gurú Gobind Singh, Tankhah Naama y escrito por Bhai Nand Lal

En la actualidad, ciertas empresas se dedican a la producción de estuches o carcasas especiales para transportar, almacenar y proteger los palitos de mascar, conocidos bajo el nombre comercial de miswak holders (‘recipiente para miswak’).

## Especies

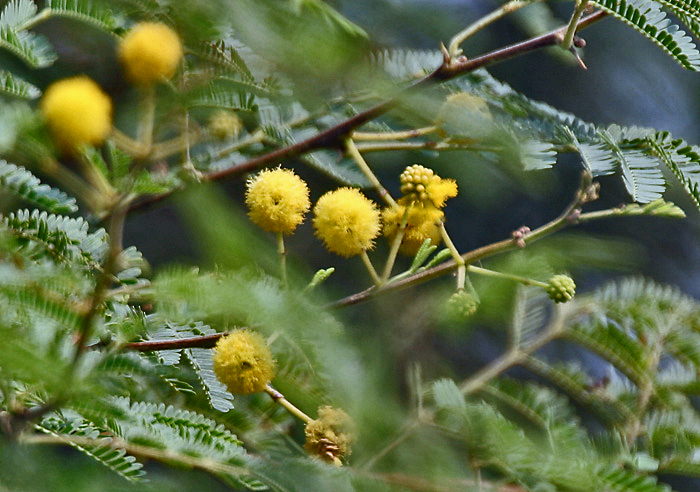
Flores, hojas y ramas de babul en Hodal, India.

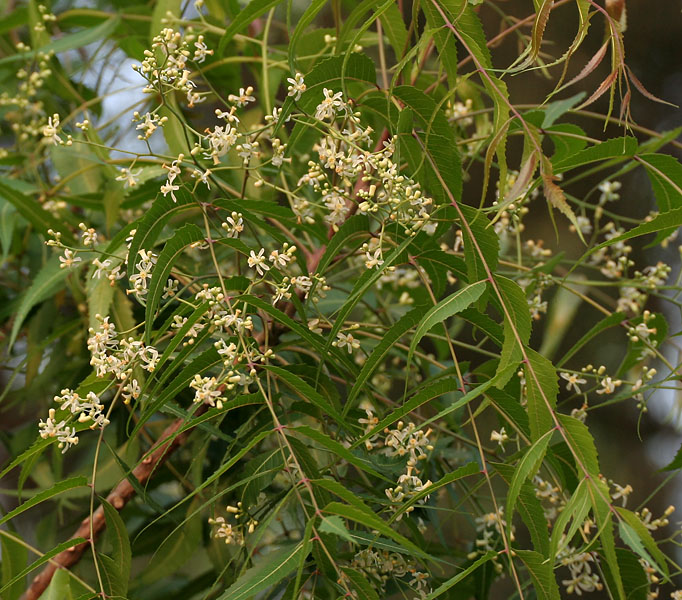
El nim o neem en Hyderabad, India.

Las ramitas para limpiar los dientes se pueden obtener de muchos tipos de árboles, aunque hay ciertas especies que son más adecuadas debido a su composición química. Éstas son:
- Acacia catechu (catecú)
- Acacia nilotica (goma arábiga)
- Achyranthes aspera (apamarga)
- Aegle marmelos (bel, bael)
- Azadirachta indica (nim)
- Bambusoideae (bambú)
- Betula pendula (abedul)
- Cassia sieberiana
- Cinnamomum (canela)
- Citrus × aurantifolia (limero)[14]
- Citrus × sinensis (naranjo)[14]
- Corylus avellana (avellanero)
- Cornus (cornejo)
- Dalbergia sissoo (sheesham)
- Eucalyptus (eucalipto)[15]
- Ficus (higuera)
- Ficus religiosa (peepal)
- Garcinia mangostana (mangostán)
- Garcinia mannii[16]
- Glycyrrhiza glabra (regaliz, palo-dul o mulhatti)
- Gouania lupuloides (bejuco leñatero)
- Juglans (nogal)
- Leptospermum
- Malus domestica (manzano)
- Mangifera (mango)
- Millettia pinnata (karanj)
- Nyssa sylvatica (tupelo)
- Olea europaea (olivo)
- Pterocarpus marsupium (vijayasar)
- Pyrus (peral)
- Salix (sauce)
- Salvadora persica (árbol cepillo de dientes)
- Sassafras (sasafrás)
- Syzygium cumini (jambolán, jamun)
- Terminalia arjuna (arjun)
- Vachellia leucophloea (reonja, safed babul)
- Vachellia nilotica (babool o kikar)
- Etc.

## Ventajas
En comparación con los cepillos de dientes, las ramitas para limpiar los dientes tienen varias ventajas:
- Más ecológicas.
- Menor coste.
- Independencia del proveedor externo si se hace en casa con árboles de propiedad privada.
- Mantenimiento nulo, excepto por el uso de agua para humedecer y suavizar el palo. El extremo puede cortarse de nuevo y finalmente reemplazarse cada pocas semanas para mantener una higiene adecuada.
- Pasta de dientes no necesaria.

Por otro lado, las diferentes especies de árboles tienen varios niveles de dureza, al igual que los cepillos de dientes sintéticos, por lo que conviene elegir una dureza adecuada a las necesidades de cada boca. Si bien el frote excesivo puede conllevar el riesgo de dañar las encías, esto también puede ocurrir con los cepillos.